# Lillträsk (sjö i Vörå, Österbotten)
Lillträsk är en sjö i kommunen Vörå i landskapet Österbotten i Finland. Sjön ligger 9,5 meter över havet. Arean är 1 hektar och strandlinjen är 0,57 kilometer lång.  Den  ingår i Bottenvikens kustområde.  Sjön ligger omkring 40 kilometer nordöst om Vasa och omkring 370 kilometer norr om Helsingfors. 
Den lilla sjön hade viss betydelse vid Slaget vid Oravais 1808.